# Innere Südvorstadt (Leipzig)

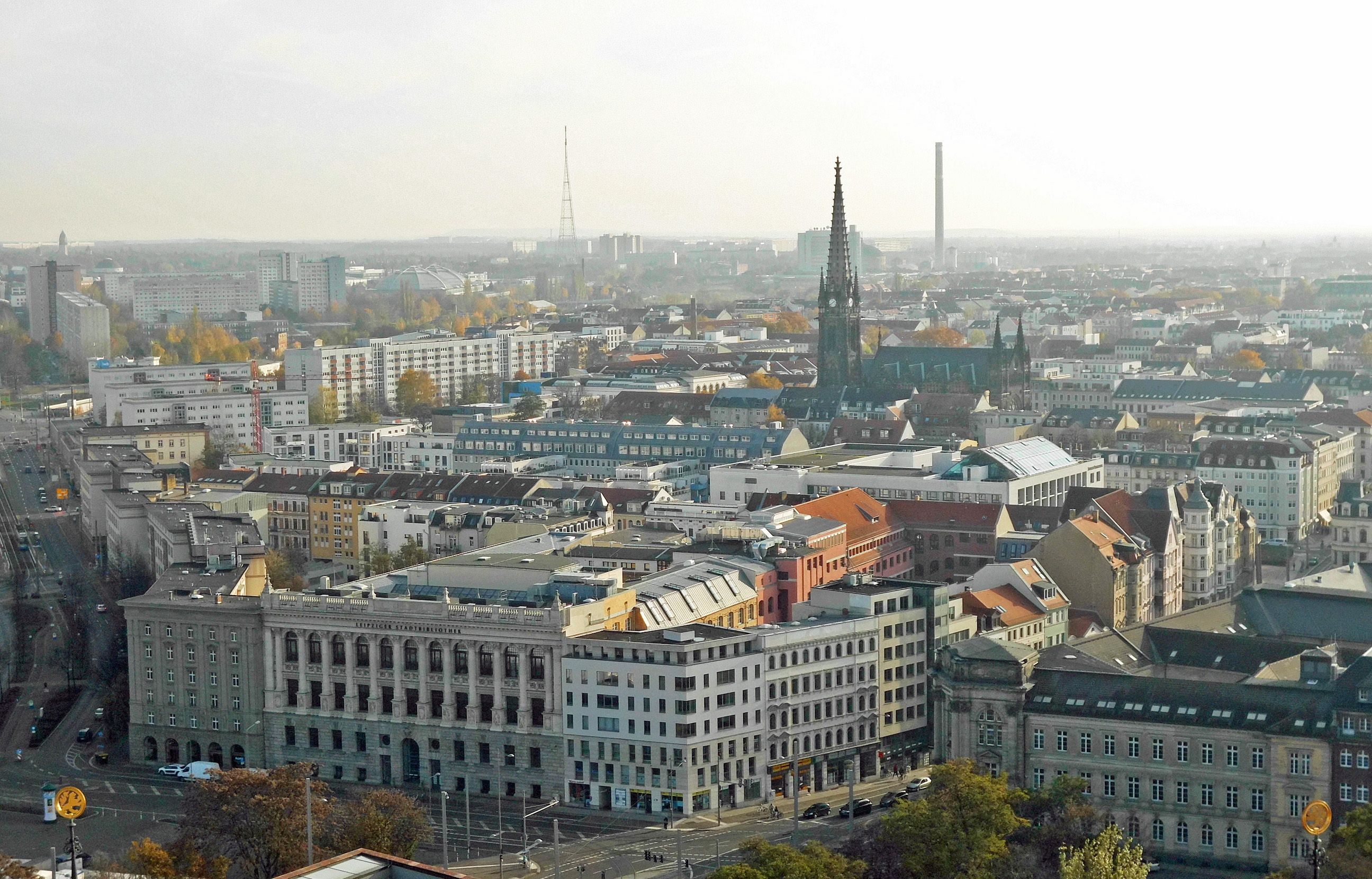
Der Ostteil der Inneren Südvorstadt (2016)

Die Innere Südvorstadt von Leipzig ist ein Wohngebiet südlich der Innenstadt. Die Bezeichnung ist nicht amtlich. Das Gebiet bildet gemäß der kommunalen Gliederung der Stadt von 1992 zusammen mit dem Musikviertel und einem Teil des Clara-Zetkin-Parks den Ortsteil Zentrum-Süd im Stadtbezirk Mitte. Der Name Innere Südvorstadt bildete sich erst in der zweiten Hälfte des 19. Jahrhunderts heraus, als begonnen wurde, die weiter südlich liegenden Bereiche zu bebauen. Bis dahin hieß das Viertel nach dem Peterstor als Zugang von der Innenstadt Petersvorstadt, das seit dem Mittelalter eine Vorstadt von Leipzig war.

## Lage und Ortstypik

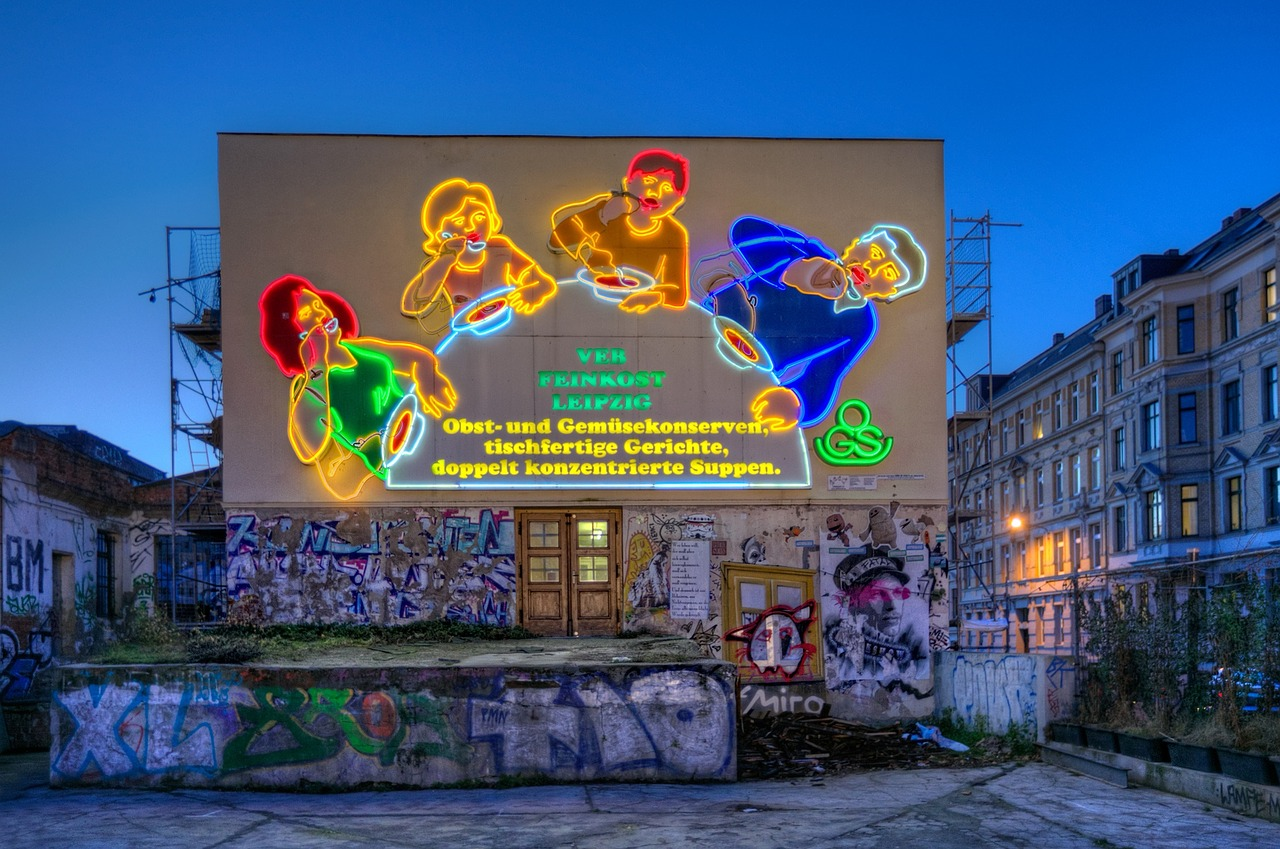
Die „Löffelfamilie“ in der Karl-Liebknecht-Straße 36 ist ein Wahrzeichen der inneren Südvorstadt (2016)

Die Innere Südvorstadt wird von folgenden Straßen begrenzt: Grünewaldstraße, Windmühlenstraße, Arthur-Hoffmann-Straße, Kohlenstraße, Körnerstraße, Mahlmannstraße, Wundtstraße, Floßplatz, Harkortstraße, Martin-Luther-Ring und Roßplatz. Diese Begrenzung umschließt ein Gebiet von 0,76 km². An die Innere Südvorstadt grenzen im Norden das Zentrum, im Osten das Zentrum-Südost, im Süden die Südvorstadt und im Westen das Musikviertel.
Die Innere Südvorstadt ist bis auf einige öffentliche Einrichtungen ein reines Wohngebiet. Während im Westen und Süden des Bereichs gründerzeitliche Häuser in Blockrandbebauung dominieren, finden sich vornehmlich im Nordosten an der Windmühlenstraße und der Arthur-Hoffmann-Straße, durch Zerstörungen im Zweiten Weltkrieg bedingt, Neubauten aus der DDR-Zeit.
Zwar weisen zahlreiche Innenbereiche der Blockrandbebauungen und die Umgebung der Neubauten reichlich Grünbestand auf, so ist doch der Floßplatz die einzige öffentliche Grünanlage des Gebietes. Als offene Wasserfläche sind lediglich etwa 300 Meter des wieder geöffneten Pleißemühlgrabens zur Inneren Südvorstadt gehörig.

## Geschichte
Wie in vielen mittelalterlichen Städten war auch in Leipzig eine Besiedlung außerhalb der Stadtmauer zu verzeichnen. Nach Süden erfolgte diese an der durch das Peterstor verlaufenden Via Imperii, die später zum Peterssteinweg wurde. Zusammen mit abzweigenden Gassen wie dem Klitschergässchen (heute Dimitroffstraße), dem Kautz oder der Nonnengasse ergab sich die Petersvorstadt. Um 1225 hatten sich in der Nordwestecke des Bereiches die aus Hohenlohe kommenden Zisterziensernonnen ihr Georgenkloster errichtet und um 1290 eine Mühle, Nonnenmühle genannt, gebaut. Ziegelherstellung und Töpferei waren die vorherrschenden Gewerke der Petersvorstadt.

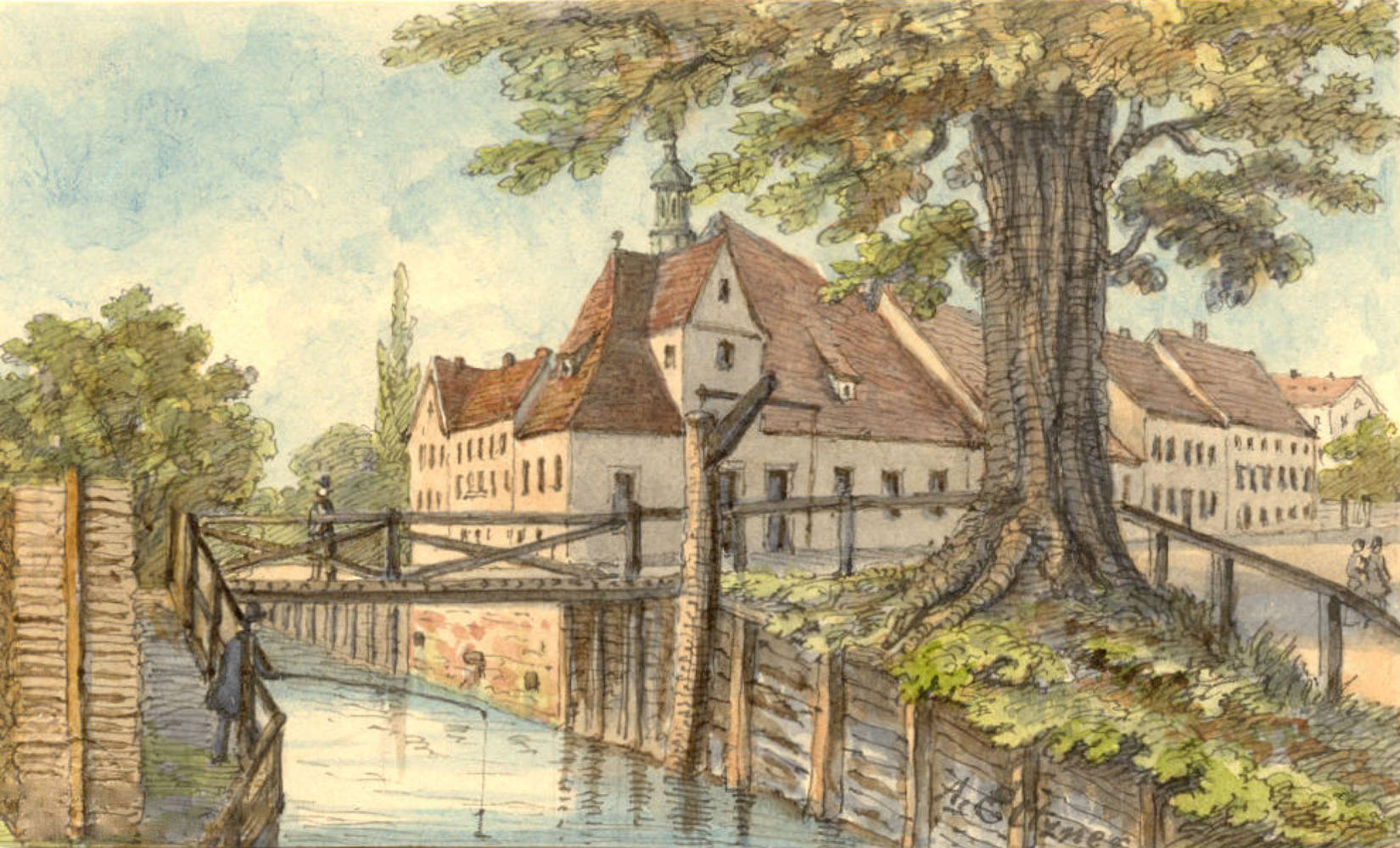
Ehemalige Leipziger Münzstätte am Münztor 1865

Während des Schmalkaldischen Krieges wurden 1547 Teile der Petersvorstadt niedergebrannt und die der Stadtmauer nahen Bereiche für künftige Schussfreiheit zur Verteidigung der Altstadt nicht wieder aufgebaut. Ab 1610 wurde das über den Elsterfloßgraben nach Leipzig geflößte Brennholz auf dem Floßplatz gestapelt und der Platz nach der Einstellung der Flößerei um 1870 in eine Grünanlage umgewandelt. Am Ende der zum Floßplatz führenden Gasse befand sich nahe der Brücke über den Floßgraben eine der verschiedenen Leipziger Münzstätten, nach welcher Stadttor und Gasse benannt wurden.
In der zweiten Hälfte des 17. Jahrhunderts wurden zur städtischen Wasserversorgung nahe der Nonnenmühle die Rote und die Schwarze Wasserkunst errichtet. Ab 1749 wurde der freie Platz vor dem Peterstor durch Baumpflanzungen zur Esplanade (später Königsplatz bzw. Wilhelm-Leuschner-Platz) gestaltet, das Standbild von Kurfürst Friedrich August III. aufgestellt und der Platz mit repräsentativeren als den üblichen Vorstadthäusern umgeben.

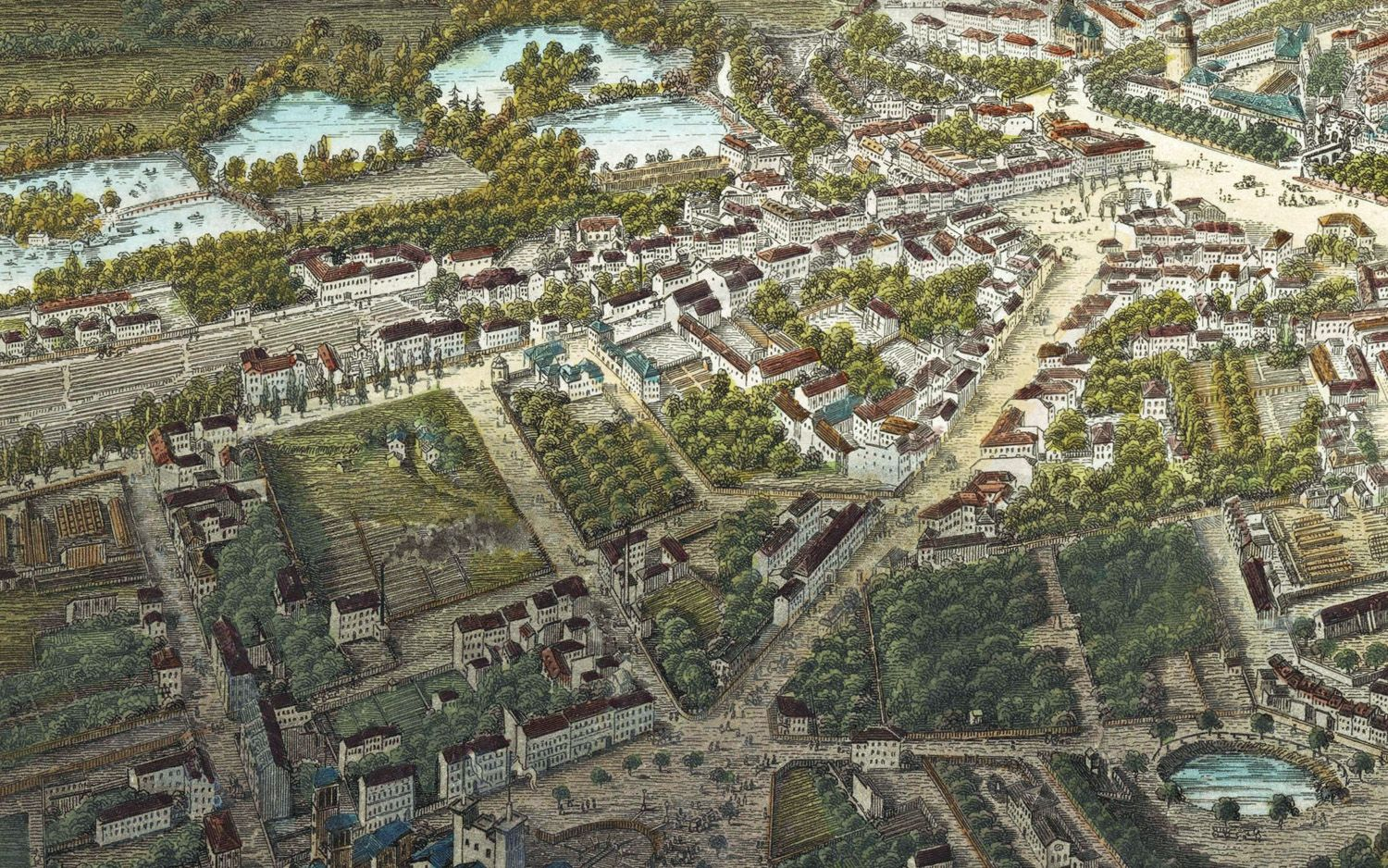
Die Petersvorstadt um 1850

Um 1800 lebten in der Petersvorstadt bereits etwa 3200 Menschen. Der Peterssteinweg und die anschließende Zeitzer Straße waren mit zwei- bis dreistöckigen Häusern bebaut. Es gab zahlreiche Ausspannen und Gasthöfe, wie den „Petersschießgraben“ am Abzweig der Münzgasse vom Peterssteinweg, hinter dem sich bis 1866 ein Schießstand befand. An der Stelle des Gasthofs wurde 1874 das noch heute vorhandene repräsentative fünfstöckige Gebäude Münzblock errichtet. Es war eine Vielzahl an Gartengrundstücken vorhanden, aber auch landwirtschaftliche Vorwerke, wie das „Storchsnest“ in Höhe der  Emilienstraße, die nach der letzten Besitzerin des Vorwerks, Emilie Friederike Platzmann (1792–1874), benannt wurde.
1832 bis 1834 erbaute der Musikverleger Hermann Härtel (1803–1875) am Peterssteinweg gegenüber der Einmündung der Münzgasse das Römische Haus mit kunstvoller Innenausstattung. Nach mehreren Besitzerwechseln wurde es 1904 abgerissen, um die Härtelstraße auf den Peterssteinweg einmünden zu lassen. 1843 wurde an der Zeitzer Straße das „Gartenetablissement Tivoli“ eröffnet, auf dessen Grundstück 1905/1906 das Volkshaus erbaut wurde.
Die Eröffnung des der Inneren Südvorstadt benachbarten Bayerischen Bahnhofs 1842 hatte starke Auswirkungen auf die Bautätigkeit der Umgebung. Die Albert- (heute Riemann-), die Hohe-, die Elisen- (heute Bernhard-Göring-) und die Bayrische (heute Arthur-Hoffmann-) Straße wurden angelegt.
Um eine planmäßige Entwicklung der Stadt zu gewährleisten, wurde 1864 vom Rat der Stadt der „Allgemeine Bebauungsplan für die Südseite der Stadt“ verabschiedet, der ein schachbrettartiges Straßensystem bis zur Flurgrenze von Connewitz vorsah. Nach diesem Plan wurde zunächst die Innere Südvorstadt vervollständigt, während sich die Bautätigkeit in den südlicheren Bereichen (Südvorstadt) bis in die 1920er-Jahre erstreckte. In der Inneren Südvorstadt wurden insbesondere auch die älteren Häuser durch Gründerzeitbauten ersetzt.
In die Wohnviertel wurden aber auch öffentliche Gebäude und Gewerbestätten integriert, u. a. eine Bierbrauerei, eine Dachpappen- und eine Tapetenfabrik. Aus der Brauerei wurde in den 1920er-Jahren eine Konservenfabrik, zu DDR-Zeiten „VEB Feinkost“, woran noch die Leuchtreklame der „Löffelfamilie“ erinnert. Von 1875 bis etwa 1890 wurde ein Geviert zwischen Peterssteinweg, Harkort-, Wächter- und Beethovenstraße zu einem Justiz- und Polizeiviertel mit repräsentativen Gebäuden ausgebaut. Zwischen 1882 und 1885 entstand auf dem Gelände einer ehemaligen Tongrube an der Albertstraße (heute Riemannstraße) die Peterskirche als ein gewisses Zentrum der Inneren Südvorstadt. 1873 entstand im hinteren Bereich des Grundstücks Sophienstraße 17–19 (heute Shakespearestraße) ein privater Theaterbau, das Carl-Theater. 1877 in Carola-Theater umbenannt und 1902 in Leipziger Schauspielhaus, blieb es bis 1938 eine private Unternehmung. Bei dem Luftangriff 1943 durch Bomben zerstört, wurde es nicht wieder aufgebaut.

Historische Bebauung
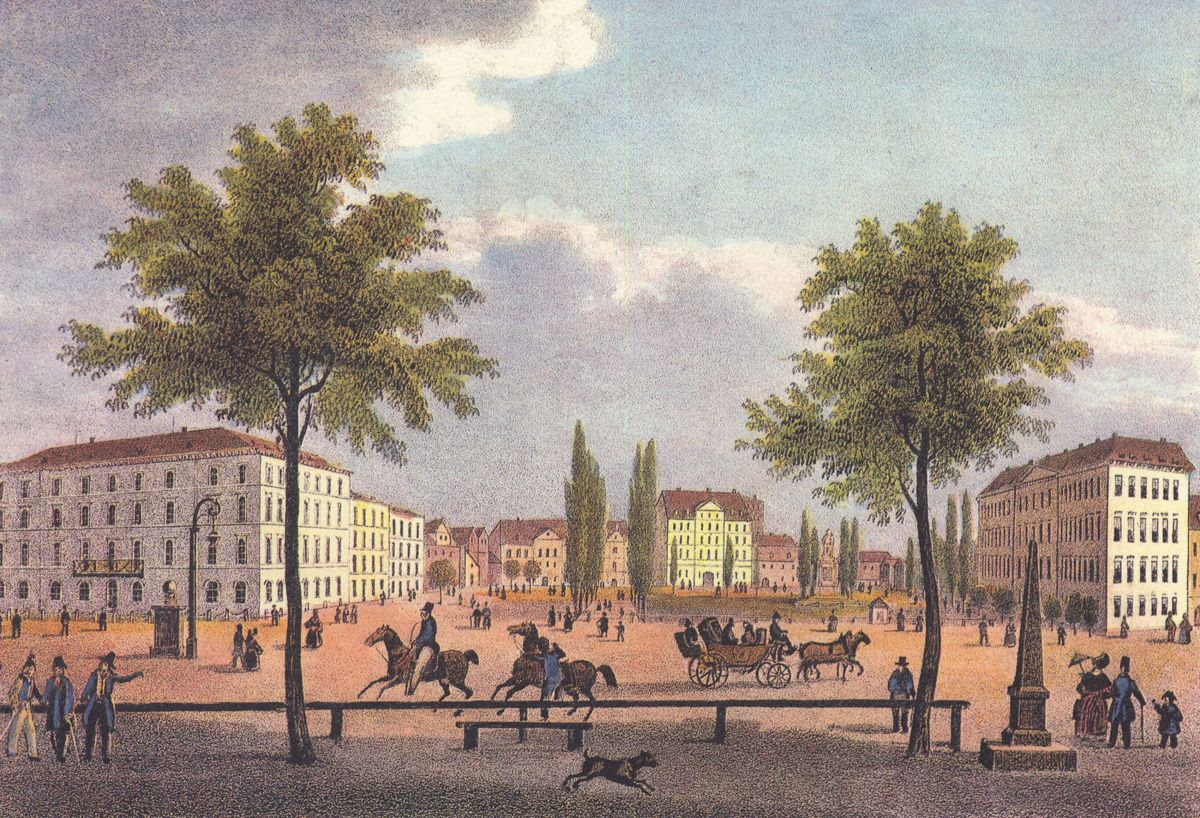
Der Königsplatz (um 1840)
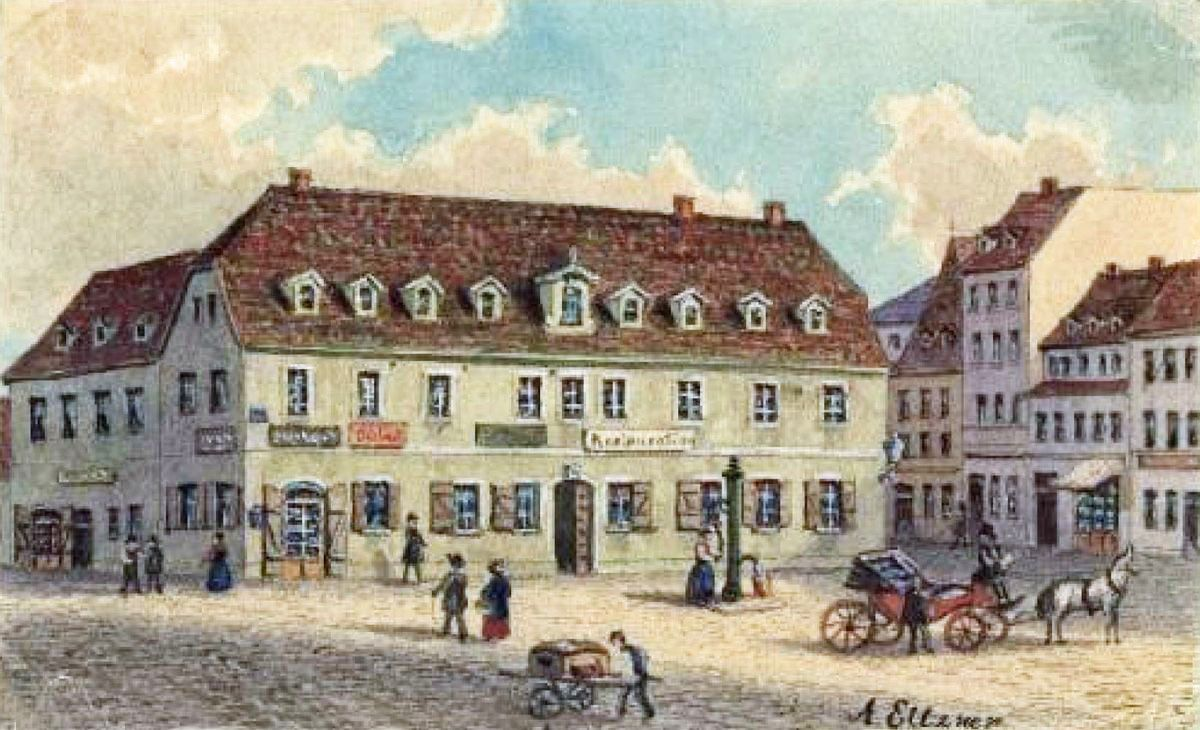
Petersschießgraben (Gasthof, 1872)
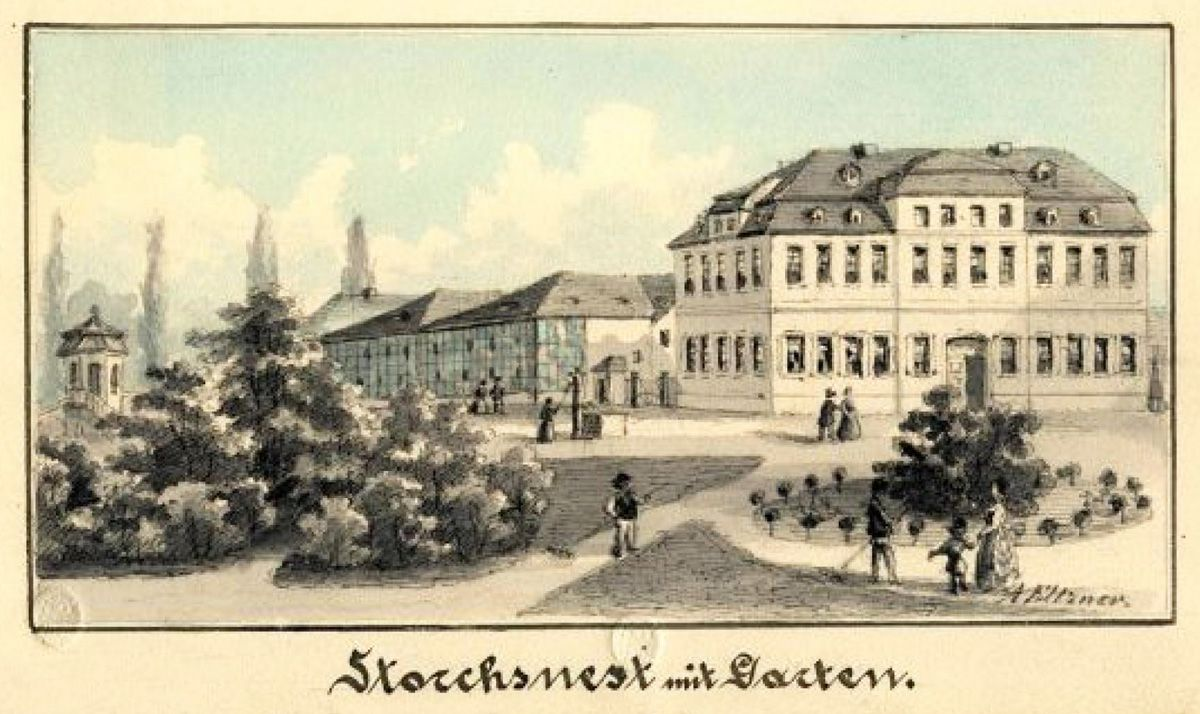
Vorwerk Storchsnest (um 1860)
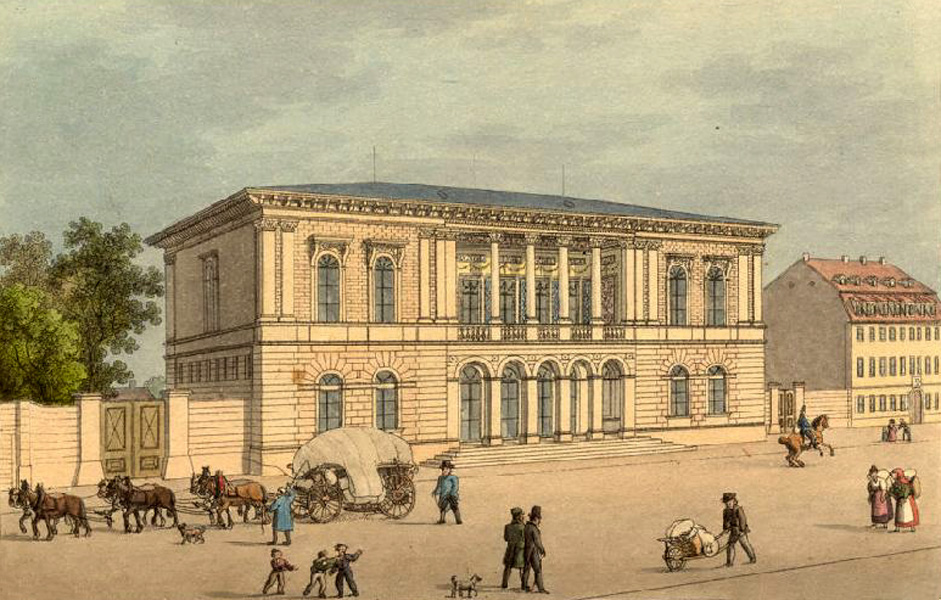
Das Römische Haus (um 1850)
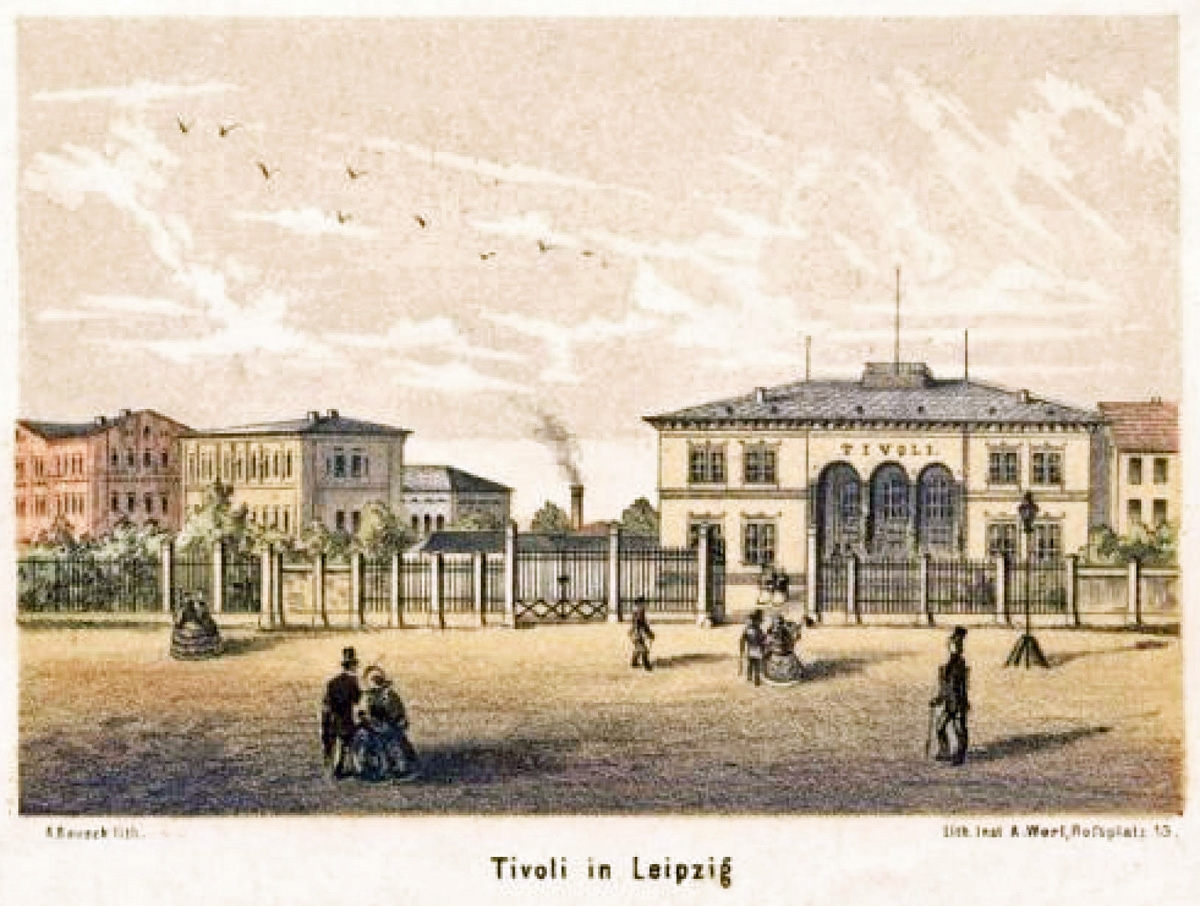
Gartenlokal Tivoli (um 1880)
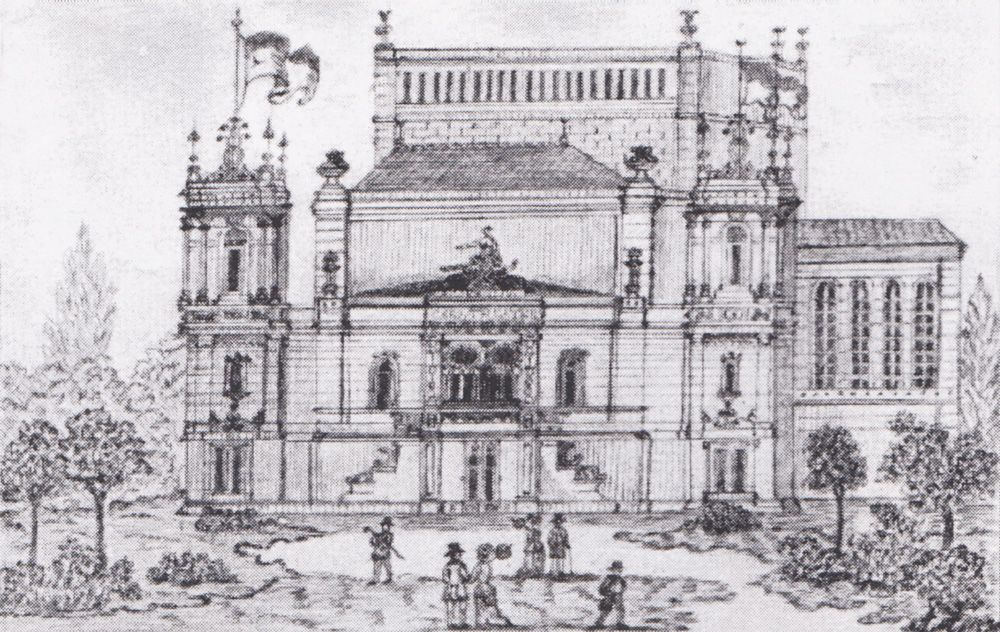
Das Carola-Theater (1879)

Im Zweiten Weltkrieg war insbesondere der Nordosten der Inneren Südvorstadt durch Bombenschäden stark betroffen. Anfang der 1950er-Jahre begann an der Windmühlenstraße der Wiederaufbau. Es entstand nach Plänen von Heinz Auspurg (1912–2001) in Blockrandbebauung ein Gebäudekomplex vom Wilhelm-Leuschner-Platz bis zur Emilienstraße in Ziegelbauweise mit Putzfassade und Porphyrgliederung mit traditionsgebundenen Formen im Stil des Sozialistischen Neoklassizismus. Die spätere Fortsetzung geschah durch quer zur Windmühlenstraße und längs der Arthur-Hoffmann-Straße stehende sieben- bzw. achtstöckige Bauten in Großplattenbauweise.
Nach der Wende erfolgten neben der Sanierung von Altbauten zahlreiche noch kriegsbedingte Lückenschließungen durch Neubauten. An größeren Einzelbauten entstanden das  KPMG-Verwaltungsgebäude an der Münzgasse, der Bürokomplex für das Regierungspräsidium, jetzt Landesdirektion Sachsen Dienststelle Leipzig, und die neue Propsteikirche St. Trinitatis. In einigen Baulücken wurde zwischen 2005 und 2015 auch der Bau von Leipziger Stadthäusern zugelassen, so in der Shakespearestraße oder direkt neben dem Liebknecht-Haus.

## Aktuelle Bauten
Die wesentlichen gegenwärtigen Gebäude der Inneren Südvorstadt sind die folgenden:
- Die Propsteikirche St. Trinitatis an der Nonnenmühlgasse ist die katholische Hauptkirche der Stadt. Sie wurde nach einem Entwurf des Architektenbüros Schulz und Schulz erbaut und 2015 geweiht. Sie ist der größte Kirchenneubau im Osten Deutschlands seit der politischen Wende.
- Die Stadtbibliothek an der Südseite des Wilhelm-Leuschner-Platzes befindet sich in dem von 1894 bis 1897 von Hugo Licht (1841–1923) für das (alte) Grassimuseum errichteten Gebäude.
- Die Polizeidirektion Leipzig, Dimitroffstraße 1, erstreckt sich im Wesentlichen entlang des Peterssteinwegs. Sie bildet mit dem ehemaligen Gebäude der Staatsanwaltschaft in der Straße des 17. Juni und dem Landgericht Leipzig an der Harkortstraße einen kompakten Justiz-/Polizeikomplex.
- Das KPMG-Verwaltungsgebäude von 1996/1997 an der Straßenspitze Münzgasse/Straße des 17. Juni gilt mit seiner zu den benachbarten Steinbauten kontrastierenden Glasfassade zu den herausragenden Architekturbeiträgen der 1990er-Jahre.[3]
- Das LVZ-Verlagshaus im Peterssteinweg 19 entstand 1999 durch vollständige Sanierung des in der Nachkriegszeit gebauten Druckerei- und Verlagsgebäudes. 2001 folgte die Vorplatzgestaltung mit dem Säulengang.[4]
- Die evangelisch-lutherische Peterskirche am Gaudigplatz im neugotischen Stil entstand zwischen 1882 und 1885 nach Plänen der Architekten August Hartel (1844–1890) und Constantin Lipsius (1832–1894). Sie besitzt mit 88,5 Metern den höchsten Kirchturm der Stadt und bietet 2500 Besuchern Platz.
- Das Wünschmann-Haus, Karl-Liebknecht-Straße 8–14, mit seiner markanten Kuppel wurde 1914–1917 nach Plänen von Georg Wünschmann (1868–1937) für den Verband Deutscher Handlungsgehilfen als Verbandshaus (VDH-Gebäude) erbaut und war bis 2015 Hauptsitz der Leipziger Verkehrsbetriebe.
- Das Volkshaus, Karl Liebknecht-Straße 30–32, wurde 1905/1906 nach Plänen des Architekten Oscar Schade als Verwaltungs- und Versammlungsgebäude mehrerer Gewerkschaften errichtet. Seit 2009 gehört es der Gewerkschaft ver.di.
- Im Liebknecht-Haus, Braustraße 15, wohnte von 1867 bis 1881 die Familie des SPD-Mitbegründers Wilhelm Liebknecht (1826–1900). Hier wurde 1871 Karl Liebknecht (1871–1919) geboren. Seit 1998 befindet sich hier die Parteizentrale der Leipziger PDS bzw. Die Linke.[5]
- Das 1993–1996 in der Braustraße 2 als Regierungspräsidium errichtete Bürogebäude dient seit 2012 als eine der Dienststellen der Landesdirektion Sachsen.
- Das „Feinkostgelände“ in der Karl-Liebknecht-Straße 36 ist eine ehemalige Brauerei und während der DDR-Zeit Lebensmittel-Konservenfabrik des VEB Feinkost Leipzig. Nach 1990 siedelten sich Läden und Kultureinrichtungen der alternativen Szene an. Seit 2007 wird es von der Kunst- und Gewerbegenossenschaft Feinkost eG betrieben. Hier wird ein monatlicher Flohmarkt abgehalten sowie Sommertheater und -kino gespielt. Wahrzeichen des Geländes ist die „Löffelfamilie“, eine animierte Neon-Leuchtreklame von 1975.

Einige bedeutende Bauten
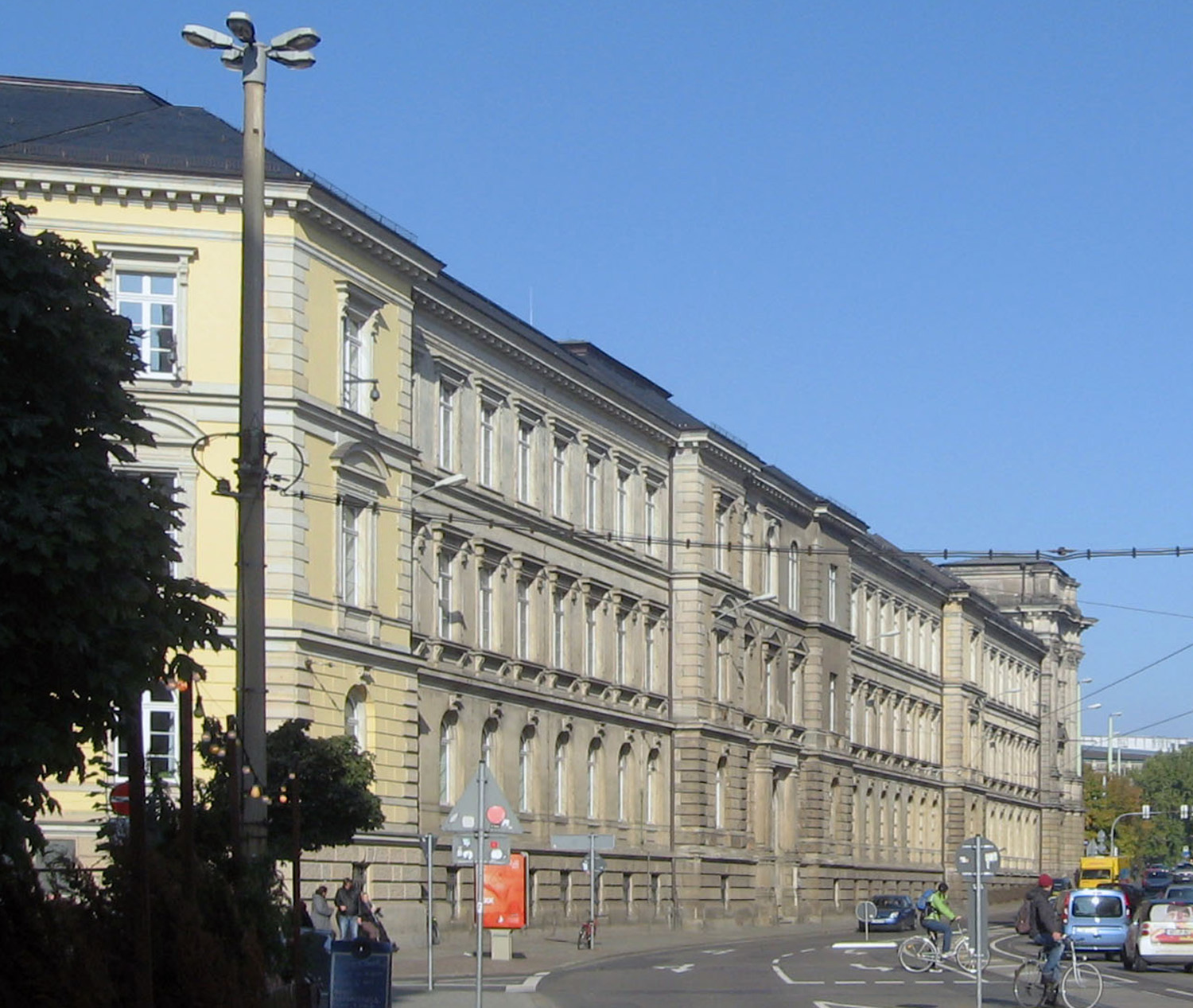
Polizeidirektion Leipzig (2011)
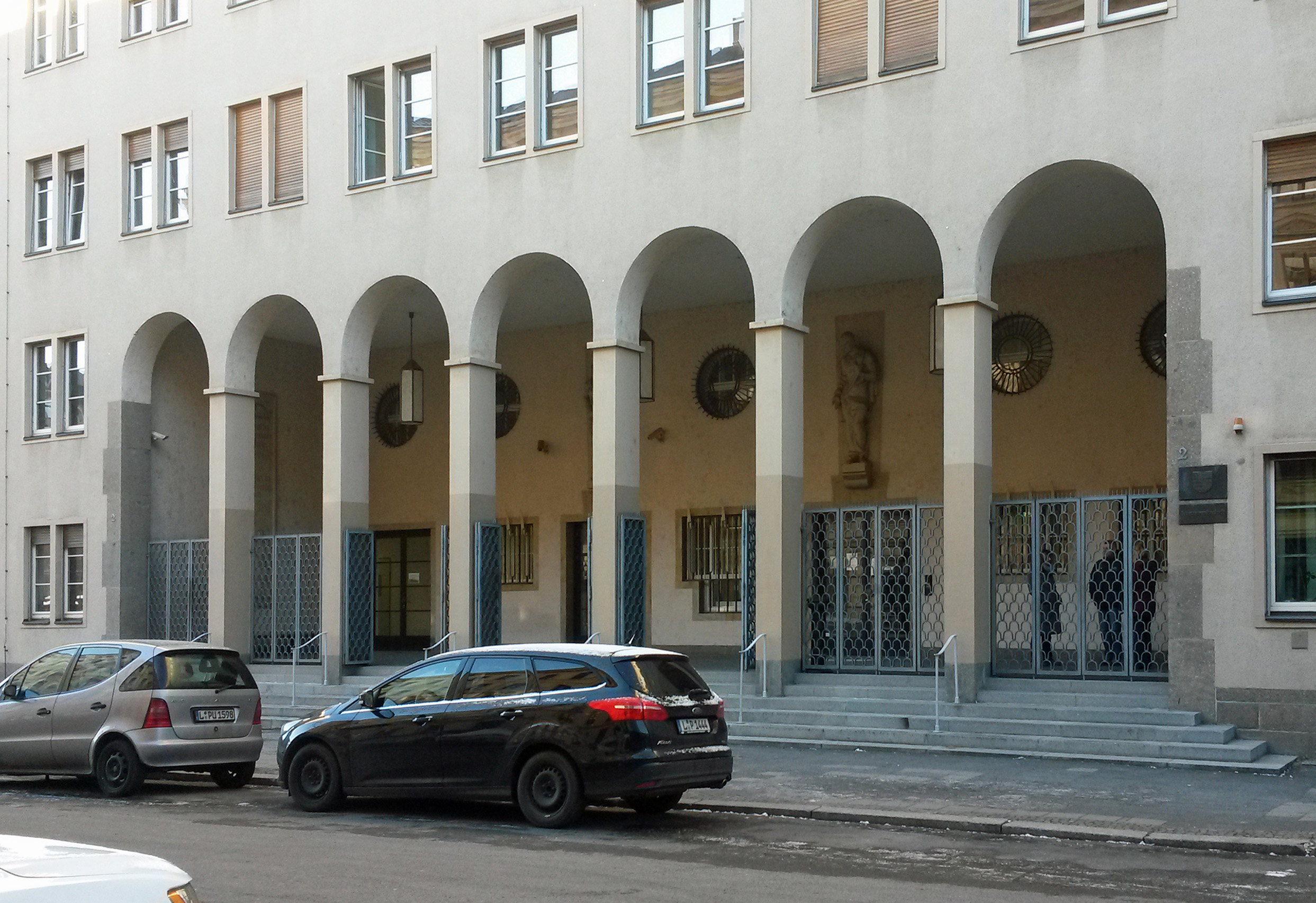
Staatsanwaltschaft Leipzig (2017)
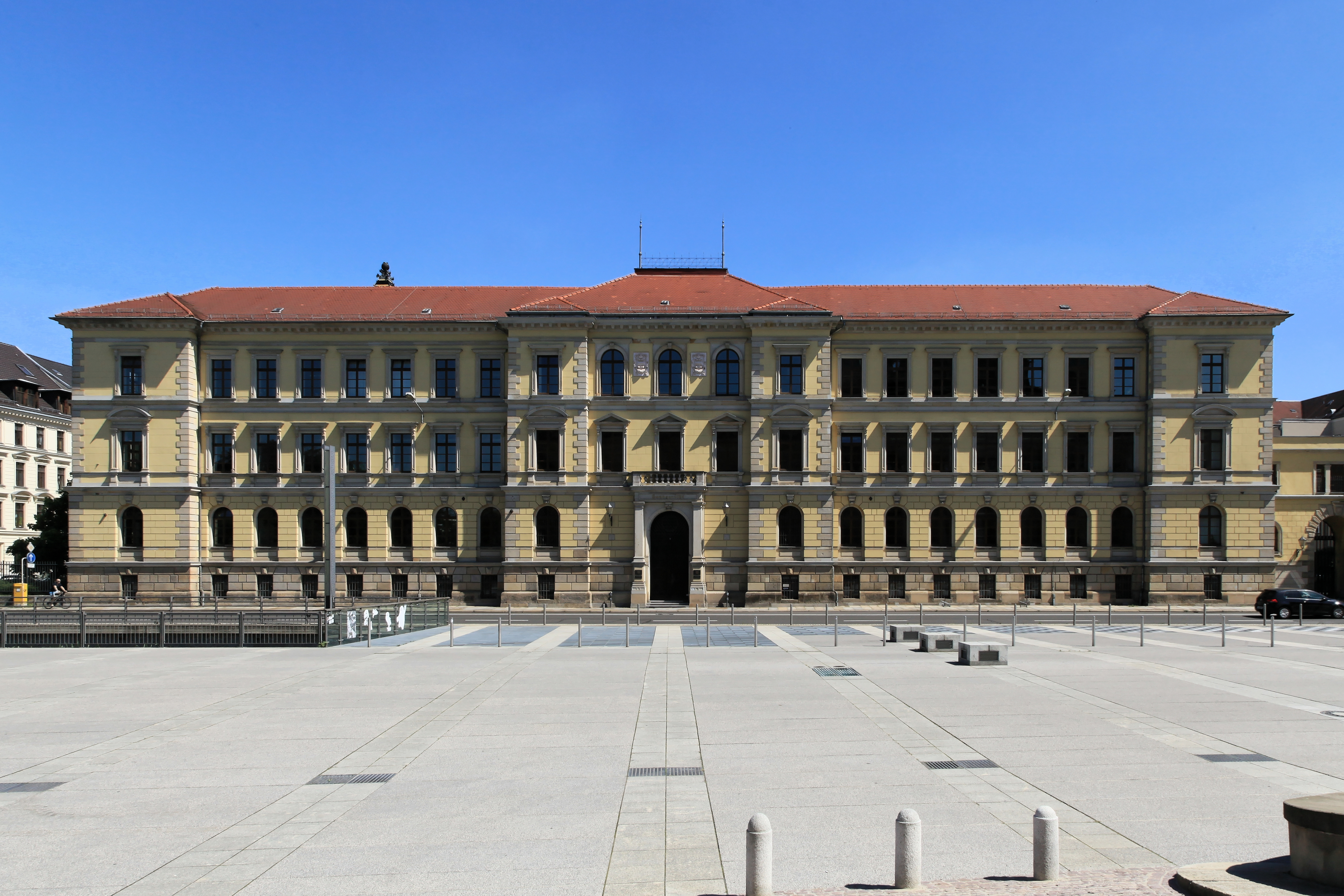
Landgericht Leipzig (2016)
KPMG-Gebäude (2007)
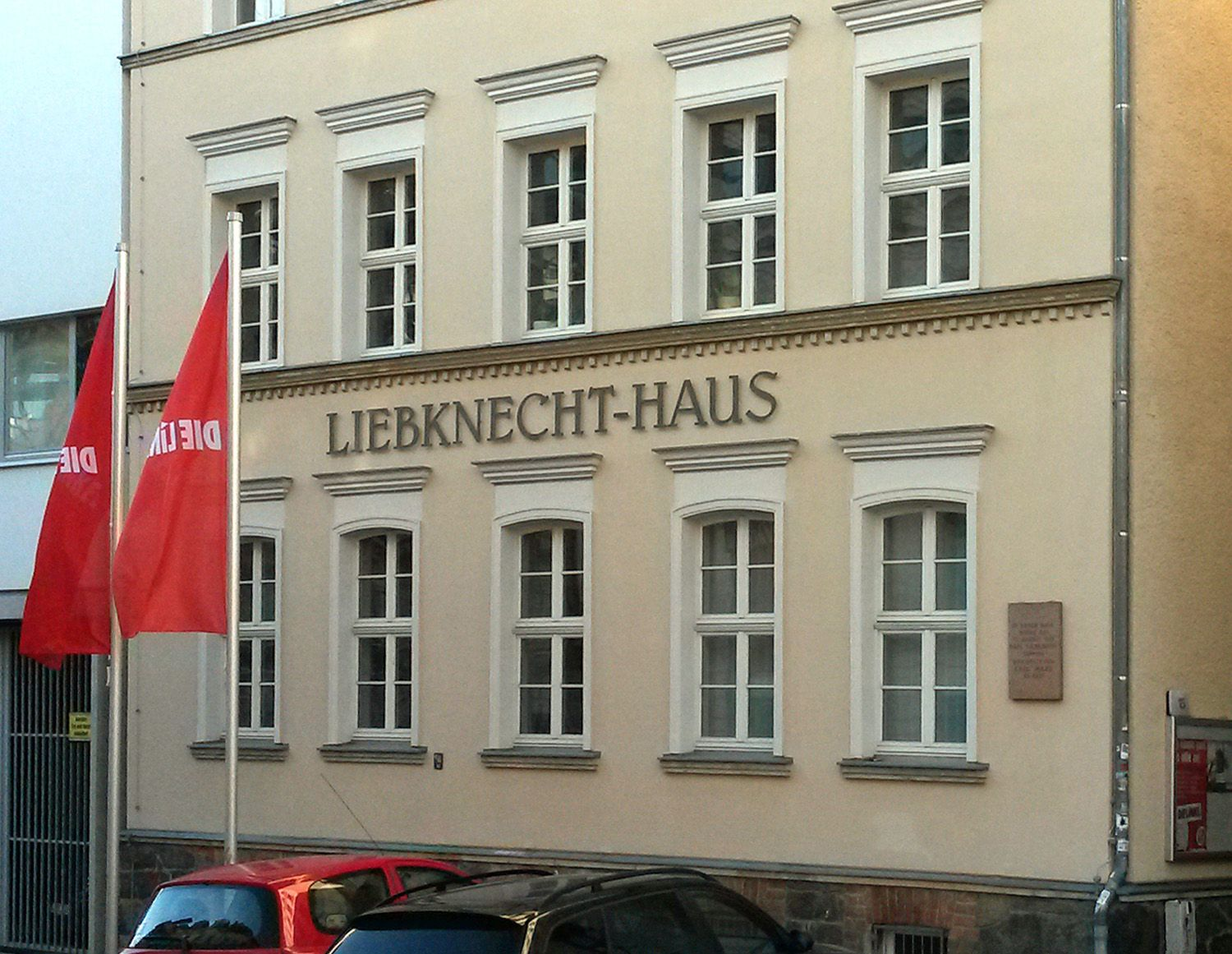
Liebknecht-Haus (2016)
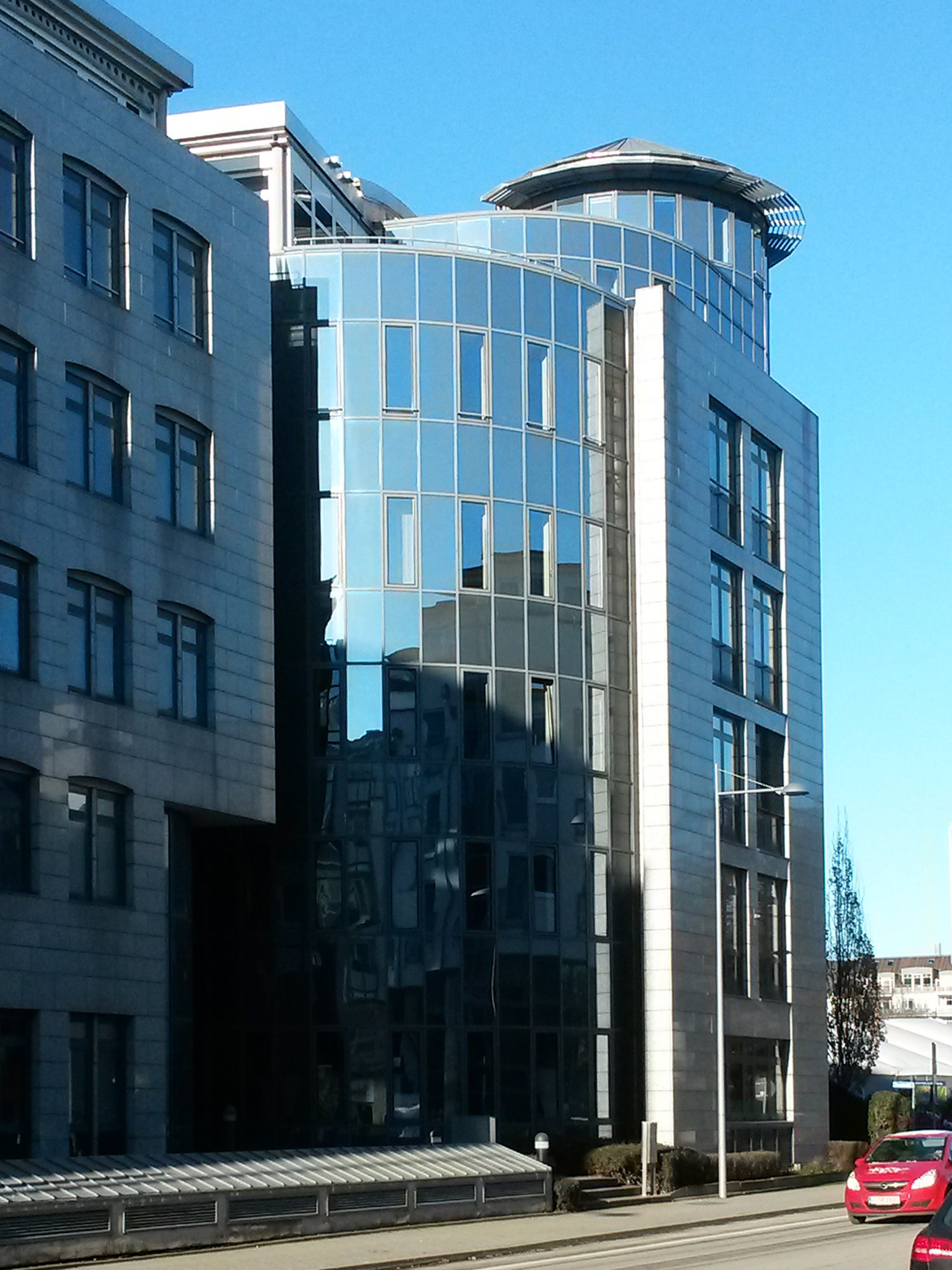
Landesdirektion Sachsen (2017)

## Verkehr
Der Verkehr durch die Innere Südvorstadt verläuft nord-süd-betont zur Verbindung der südlichen Stadtteile mit dem Zentrum. Die wichtigsten Straßen in dieser Richtung sind der Peterssteinweg mit der anschließenden Karl-Liebknecht-Straße, die Harkortstraße/Dufourstraße und die Arthur Hoffmann-Straße. Es verkehren die Straßenbahnlinien 9, 10 und 11 sowie die Buslinien 60 und 89. Mit der Station Wilhelm-Leuschner-Platz besitzt die Innere Südvorstadt auch einen Haltepunkt des S-Bahnnetzes.

## Bildung

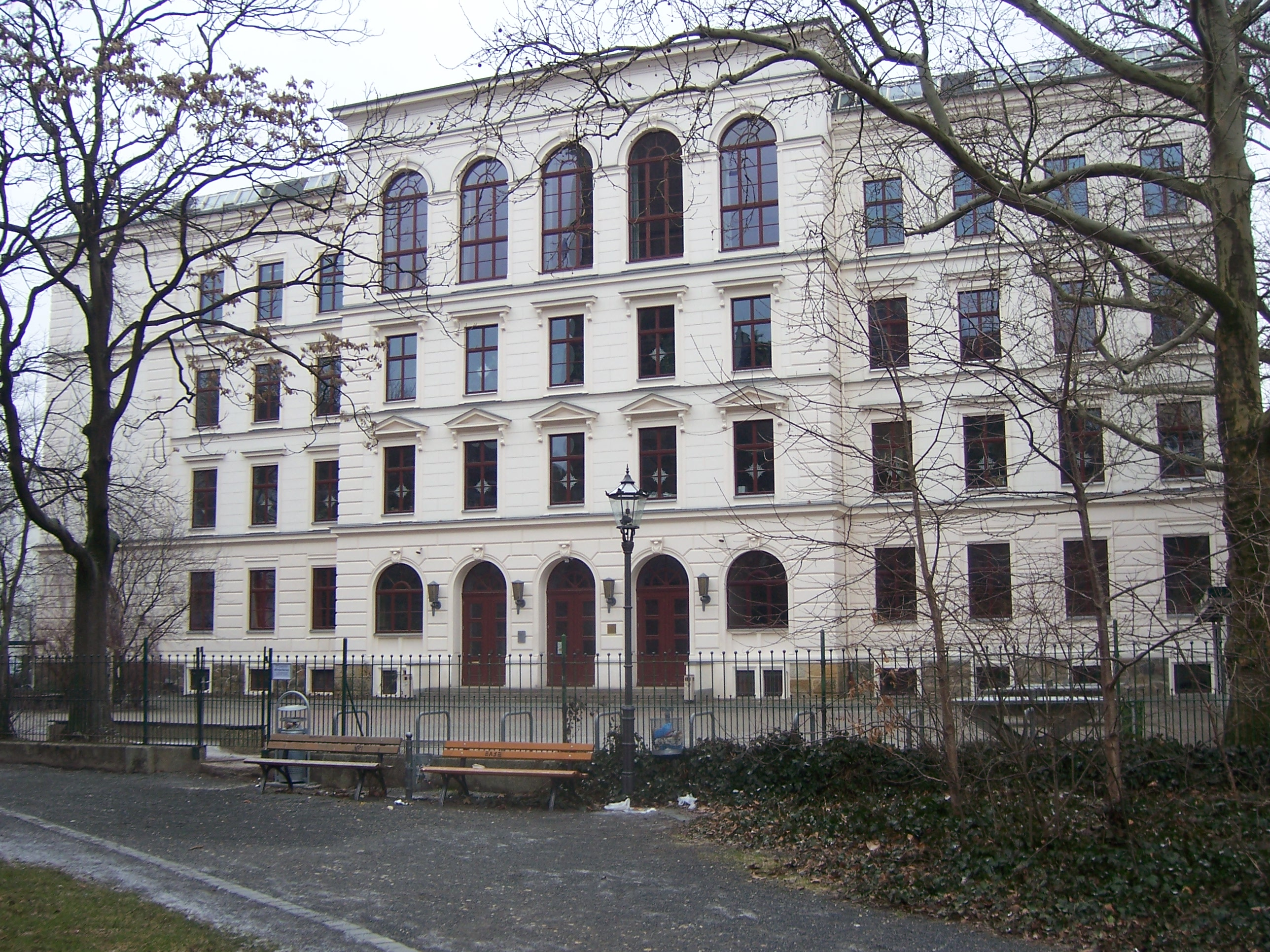
Altbau des Evangelischen Schulzentrums (2011)

In der Inneren Südvorstadt befinden sich die Schule am Floßplatz und das Evangelische Schulzentrum. Erstere ist eine städtische Grundschule, deren Gebäude 1872 als 3. Bezirksschule eröffnet wurde und das zur DDR-Zeit die POS „Georgi-Dimitroff“ beherbergte. Das Evangelische Schulzentrum (kurz: Eva Schulze) in freier Trägerschaft umfasst Grundschule mit Hort, Oberschule und Gymnasium. Das historische Gebäude ist die 1876/1877 von Max Bösenberg (1847–1918) und Georg Häckel erbaute Städtische Höhere Schule für Mädchen (später Goetheschule). Um 2000 entstanden dazu einige Neubauten.